# Great Witcombe
Great Witcombe é uma vila e paróquia civil a 5 mi (8 km) a sudeste de Gloucester, no borough de Tewkesbury, condado de Gloucestershire, Inglaterra. Em 2001 a paróquia tinha uma população de 80 pessoas. Faz fronteira com Badgeworth, Brimpsfield, Brockworth, Cowley e Cranham.

## Pontos de interesse
Existem 17 edifícios listados em Great Witcombe. Great Witcombe tem uma igreja dedicada a Santa Maria. A paróquia inclui os restos da Grande Vila Romana de Witcombe.

## História
O nome "Witcombe" significa 'Vale largo'.